# Josef Stenbäck

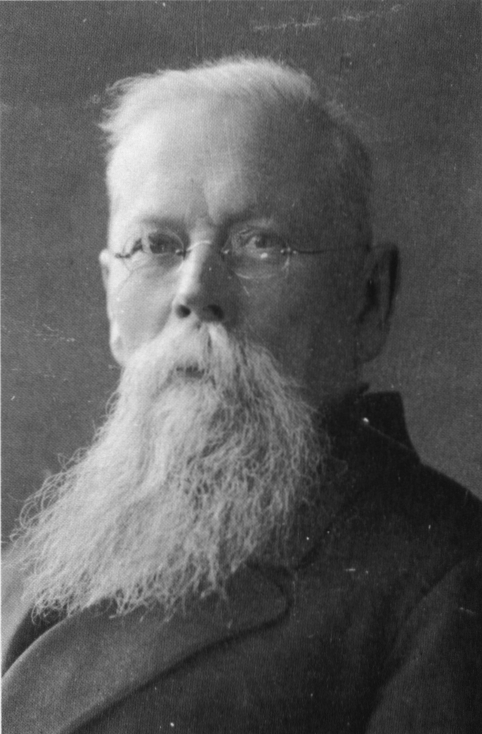
Josef Stenbäck

Josef Stenbäck (* 2. Mai 1854 in Alavus; † 27. April 1929 in Helsinki) war ein finnischer Architekt und Ingenieur, der vor allem für die von ihm geplanten Kirchenbauten bekannt ist.
Josef Stenbäck wurde am 2. Mai 1854 im westfinnischen Alavus als Sohn des Pfarrers Karl Fredrik Stenbäck und der Emilia Ottilia Kristina von Essen geboren. Er studierte in Helsinki am Polytechnischen Institut (der heutigen Technischen Universität) sowie an der Hochschule für Technik in Stuttgart Architektur und Ingenieurwesen.
Stenbäck war der produktivste Kirchenarchitekt Finnlands. Er plante 35 Kirchenbauten und baute etwa 30 um. Von seinen Kirchen befinden sich heute 31 in Finnland, vier verblieben nach dem Zweiten Weltkrieg in dem Teil Kareliens, der an die Sowjetunion abgetreten wurde. Zwei Kirchen sind verfallen: Die Kirche von Rantasalmi brannte nach einem Blitzschlag 1984 ab, die von Kuolemajärvi wurde 1939 im Winterkrieg gesprengt.

## Werke
Stenbäck plante Kirchen im nationalromantischen und neugotischen Stil. In manchen seiner Kirchen lassen sich auch Jugendstil-Einflüsse feststellen. Sein bevorzugtes Baumaterial war Granit oder andere finnische Natursteine, einige seiner Kirchen sind aber auch aus Holz oder Backstein erbaut. Nach dem Stil der Zeit hatten Stenbäcks Kirchen oft einen unsymmetrischen Grundriss oder Gewölbe im nationalromantischen Stil. Seine Synthese aus Nationalromantik und Neugotik wird als „Stenbäck-Stil“ bezeichnet und war die vorherrschende Stilrichtung bei den finnischen Kirchenbauten des frühen 20. Jahrhunderts.
Die Granitkirchen von Muuruvesi (1904), Nilsiä (1905) und Karuna (1910) gelten als seine gelungensten nationalromantischen Werke. Die Holzkirchen von Heinävesi (1891) und Luhanka (1893) sind ebenso im Stil der Neugotik gehalten wie die Backsteinkirchen von Kemi (1902), Joensuu (1903) und Mikkeli (1897). Ein weiteres bekanntes Werk Stenbäcks ist das neugotische Juselius-Mausoleum (1902) auf dem Friedhof von Pori. Profanbauten, die Josef Stenbäck plante, sind das Rathaus von Kuopio (1885), der Gutshof Sipilä in Janakkala (1890), eine Fabrik in Killinkoski bei Virrat und drei Wohnhäuser in den Helsinkier Stadtteilen Eira und Ullanlinna (1901–1902).

## Liste der Kirchenbauten Stenbäcks
| Ort (ggf. Gemeinde in Klammern)            | Baujahr                | Material             | Stilrichtung                           | Bild |
| ------------------------------------------ | ---------------------- | -------------------- | -------------------------------------- | ---- |
| Heinävesi                                  | 1891                   | Holz                 | Neugotik                               |      |
| Hankasalmi                                 | 1892                   | Holz                 | Neugotik                               |      |
| Luhanka                                    | 1893                   | Holz                 | Neugotik                               |      |
| Mikkeli                                    | 1897                   | Backstein            | Neugotik                               |      |
| Eura                                       | 1898                   | Stein, Backstein     | Neugotik, Nationalromantik             |      |
| Kotka                                      | 1898                   | Backstein            | Neugotik                               |      |
| Kemi                                       | 1902                   | verputzter Backstein | Neugotik                               |      |
| Kuolemajärvi (heute Pionerskoje, Russland) | 1902 (1939 zerstört)   | Granit               | Nationalromantik                       |      |
| Alahärmä (Kauhava)                         | 1903                   | Feldstein            | Neugotik, Nationalromantik             |      |
| Joensuu                                    | 1903                   | Backstein            | Neugotik, Jugendstil                   |      |
| Koivisto (heute Primorsk, Russland)        | 1904                   | Granit               | Nationalromantik, Jugendstil           |      |
| Muuruvesi (Juankoski)                      | 1904                   | Granit               | Nationalromantik                       |      |
| Rantasalmi                                 | 1904 (1984 abgebrannt) | Backstein            | Neugotik                               |      |
| Varpaisjärvi                               | 1904                   | Granit               | Nationalromantik                       |      |
| Nilsiä                                     | 1905                   | Quarzit              | Nationalromantik                       |      |
| Vuolijoki (Kajaani)                        | 1906                   | Stein                | Nationalromantik                       |      |
| Terijoki (heute Selenogorsk, Russland)     | 1908                   | Stein                | Nationalromantik                       |      |
| Pulkkila (Siikalatva)                      | 1909                   | Holz                 | Neugotik, Jugendstil                   |      |
| Pyhäranta                                  | 1913                   | Stein                | Nationalromantik                       |      |
| Karuna (Sauvo)                             | 1910                   | Granit               | Nationalromantik                       |      |
| Luvia                                      | 1910                   | Granit               | Nationalromantik, Jugendstil           |      |
| Sonkajärvi                                 | 1910                   | Granit               | Nationalromantik, Jugendstil           |      |
| Keikyä (Äetsä)                             | 1912                   | Holz                 | Jugendstil                             |      |
| Pattijoki (Raahe)                          | 1912                   | verputzter Beton     | Jugendstil                             |      |
| Raahe                                      | 1912                   | Granit               | Nationalromantik                       |      |
| Hartola                                    | 1913                   | Granit               | Nationalromantik, Jugendstil, Neugotik |      |
| Räisälä (heute Melnikowo, Russland)        | 1913                   | Granit               | Nationalromantik, Jugendstil           |      |
| Hirvensalmi                                | 1915                   | Granit               | Nationalromantik, Jugendstil           |      |
| Forssa                                     | 1917                   | Backstein            | Neugotik, Nationalromantik, Jugendstil |      |
| Vehmersalmi (Kuopio)                       | 1920                   | Backstein            | Jugendstil, Nationalromantik           |      |
| Joutseno (Lappeenranta)                    | 1921                   | Beton                | Nationalromantik                       |      |
| Humppila                                   | 1922                   | verputzter Granit    | Nationalromantik                       |      |
| Savitaipale                                | 1924                   | verputzter Granit    | Nationalromantik                       |      |
| Kauhava                                    | 1925                   | Backstein            | Neugotik, Nationalromantik             |      |
| Killinkoski (Virrat)                       | 1928                   | Holz                 | Jugendstil, Neugotik                   |      |